# Пери (Швейцария)
Пери (фр. Péry) — часть коммуны Пери-Ла-Эт в Швейцарии, в кантоне Берн.
Прежнее немецкое Название Büderich сегодня больше не используется.
До 2009 года входила в состав округа Куртелари, с 2010 года — в округ Бернская Юра.
До 31 декабря 2014 года была самостоятельной коммуной. С 1 января 2015 произошло слияние Пери с Ла-Эт в новую коммуну Пери-Ла-Эт.
Официальный код — 0439.